# Mixto Esporte Clube
Maillots
Dernière mise à jour : 13 février 2012.
Le Mixto Esporte Clube est un club brésilien de football basé à Cuiabá dans l'État du Mato Grosso.
Considéré comme le club le plus populaire du Mato Grosso, le Mixto-MT possède le plus grand nombre de supporters de l'État. Il est également le club le plus titré de l'État avec 24 titres de champion du Mato Grosso, et l'unique club à l'avoir 3 fois consécutivement, et ce, à deux reprises, de 1951 à 1954 et de 1979 à 1982.

## Histoire
Le club a été fondé le 20 mai 1934, par plusieurs personnes, hommes et femmes confondus, d'où l'origine du nom : Mixto.
Les fondateurs sont : Ranulfo Paes de Barros, Maria Malhado, Gastão de Matos, Naly Hugueney de Siqueira, Avelino Hugueney de Siqueira (Maninho), Zulmira Andrade Canavarros.
Le club a participé à 9 éditions du championnat brésilien de Série A, avec comme meilleur classement, une 14e place en 1985.

## Le stade
Le club évolue au stade José Fragelli dit « Verdão », inauguré le 8 avril 1976, et d'une capacité de 45 000 places assises. En plus du Mixto-MT, trois autres clubs jouent dans ce stade : le Berga Esporte Clube, le Cuiabá Esporte Clube et l'Operário Futebol Clube. 

## Palmarès
- Championnat de l'État du Mato Grosso :
  - Champion (24) : 1943, 1945, 1947, 1948, 1949, 1951, 1952, 1953, 1954, 1959, 1961, 1962, 1965, 1969, 1970, 1979, 1980, 1981, 1982, 1984, 1988, 1989, 1996, 2008

- Tournois régionaux :
  - Coupe du Centre-Ouest : 1 fois - 1976.

- Championnats nationaux : 
  - 9 participations au championnat brésilien de Série A : 1976, 1978, 1979, 1980, 1981, 1982, 1983, 1985 et 1999, avec comme meilleur classement une 14e place en 1985.

## Anciens joueurs
- Alex Dias